# Siemomysl Kujavský
Siemomysl Kujavský (polsky Siemomysł Kujawski, Siemomysł Inowrocławski, někdy psán jako Ziemomysł) (narozen okolo roku 1247, † 1287) – kníže inowrocławský v letech 1267–1271, 1278–1287, na Bydhošti (polsky Bydgoszcz) v letech 1267–1269, 1278–1287, z rodu Piastovců.

## Život
Siemomysl byl druhým synem kujavského knížete Kazimíra I. Kujavského († 1267) a Konstancie Vratislavské († 1257), dcery slezského knížete Jindřicha II. Pobožného († 1241). Měl pokrevního bratra Leška II. Černého (polsky Leszek Czarny, 1241–1288) a sestru Adélu, a dále čtyři nevlastní sourozence Vladislava I. Lokýtka (polsky Władysław I Łokietek, 1260/1261–1333), Kazimíra II. Lenčického (polsky Kazimierz II łęczycki, 1262/1265–1294), Zemovíta Dobřiňského (polsky Siemowit dobrzyński, 1265–1312) a Eufemii Kujavskou (polsky Eufemia kujawska, 1265–1308).

## Vláda
Po smrti otce v roce 1267 se stal právoplatným knížetem na Kujavsku. Toto malé knížectví muselo odolávat častým přesunům vojsk českého krále Přemysla Otakara II., který byl na křížové výpravě proti pohanské Litvě.
Pravděpodobně v této době navázal Siemomysl úzké kontakty s Řádem německých rytířů a lubičevsko-tčevským knížetem (polsky książę lubiszewsko-tczewski) Samborem II. z města Tczew, který jej dovedl ke sňatku s jeho dcerou Salomenou Pomořanskou. Sambor II. patřil mezi pomořská knížata z dynastie Soběslavniců (polsky Sobiesławiców).
V letech 1268–1269 vypukla proti Siemomyslovi vzpoura. Příčinou bylo přijetí členů Řádu německých rytířů na knížecí dvůr v Inowrocławi a jejich privilegováni na základě jejich spojenectví se Samborem II. Nobilitace cizinců a zvláště německých rytířů byla místnímu polskému rytířstvu "trnem v oku". Ozbrojenou vzpouru vedl kujavský biskup Volimír (polsky Wolimir, † 1275). Vzbouřenci si pozvali na pomoc známého válečníka proti křižákům (polsky triumfatora Niemców) – Boleslava Pobožného (Bolesław Pious, 1224–1279), který dokázal v krátké době ovládnou kastelánie Radzejov (polsky Radziejów Kujawski, latinsky Iulioburgum) a Krušvice (polsky Kruszwica, německy Kruschwitz) a hrad v Bydhošti (polsky Bydgoszcz). Díky rychlému jednání Siemomysla a diplomatickému jednání Volimíra došlo k dočasnému uzavření smíru a zachování vlády. Z historických záznamů je ještě doložena vojenská intervence Sambora II.
V roce 1271 Siemomysl získal zpět Krušvice, což způsobilo odvetnou výpravu Boleslava Pobožného a jeho uchvácení města Inowrocław. Kníže se dočasně ocitl ve vyhnanství, pobýval v Praze, později přebýval byl se svou ženou v Sieradzi, kde se narodil jeho nejstarší syn Lešek. Byl pojmenovaný na počest svého strýce Leška (polsky Leszek Czarny), bratra Siemomysla.
Do knížectví se vrátil v roce 1278, kdy došlo k uzavření dohody mezi ním a jeho bratrem Leškem II. Černým ve vesnici Lad (polsky Ląd, 52°12′26″N 17°53′36″E), za arbitráže Přemysla Otakara II. Dohodě předcházely jednání se zástupci předních kujavských rodů. Siemomysl: "se zřekl dalšího pobytu německých rytířů a jejich synů na svém dvoře, zavázal se vzít zpět všechny sliby, které jim dal, nebo přislíbil, zavázal se vrátit vesnice, které jim dal a které byly před tím v držení Boleslava Pobožného a Leška Černého, zavázal se vydávat výsady (privileje) pro města a obce pouze se souhlasem předních rodů".
Mimo uzavření této dohody, součásti Velkopolska pak zůstaly kastelánie Radzejov a Krušvice. Na počest arbitra (Přemysl Otakar II.), díky kterému se mohl vrátit do Inowrocławi, pojmenoval v roce 1278 svého syna jménem Přemyslav (polsky Przemysław).
K dalšími ustálení situace došlo o dva roky (1280) později, kde na sjezdu v Řepce (polsky Rzepka), kdy byla uzavřena smlouva s gdaňským knížetem Mstivojem II. (polsky Mściwoj II., †1294), na základě které mělo po jeho smrti (Mstivojově) dojít k navrácení kastelánie Vyšehrad (polsky Wyszogród, u Bydhoště) do Kujavského knížectví, resp, pod Inowrocław.
V roce 1284 spolu se svým bratrem Leškem Černým zorganizoval vojenské tažení do Pomoří (polsky Pomorze Wschodnie). Záminkou bylo tvrzení manželského páru (Siemomysla a Salomeny), že tato část území byla: "dědictví o Samborovi II. a nyní se nachází v rukou křižáků, tedy jde o zemi hněvskou (polsky ziemię gniewską) a majetek ve Velké Žulavi (polsky Wielka Żuławia).
Siemomysl pokračoval v odkazu svého otce, a dával privilegia kujavským městům a vesnicím, mezi nimi také Hněvkovu (polsky Gniewkowo).

## Manželství
Sňatek s dcerou Sambora II., Salomenou Pomořanskou, byl uzavřen pravděpodobně v únoru roku 1268 v Krušvici (polsky Kruszwica), za přítomnosti českého krále Přemysla Otakara II.. Z manželství měl tři syny a tři dcery:
- Lešek Kujavský (polsky Leszek inowrocławski, (1275–1340)
- Přemek Kujavský (polsky Przemysł inowrocławski, 1278–1338/1339)
- Kazimír III. Hněvkovský (polsky Kazimierz III gniewkowski, 1280/1287–1347/1350)
- Eufemie (polsky Eufemie)
- Fenena Kujavská (polsky Fenenna kujawska, před 1277–1295), manželka Ondřeje III.
- Konstancie Kujavská (polsky Konstancja inowrocławska, před 1280–1331), abatyše Cisterciáckého řádu v Trzebnici (polsky Trzebnica)

## Smrt
Siemomysl zemřel mezi 1. říjnem a 25. prosincem roku 1287. Byl pochován v inowrocławském kostele františkánů. Poručnictví nad nezletilými syny převzala jejich matka Salomena († 1313) a jejich strýc, Vladislav I. Lokýtek (polsky Władysław I Łokietek).

## Galerie

Přemysl Otakar II. přiznává Siemomyslovi navrácení Kujav, 1278
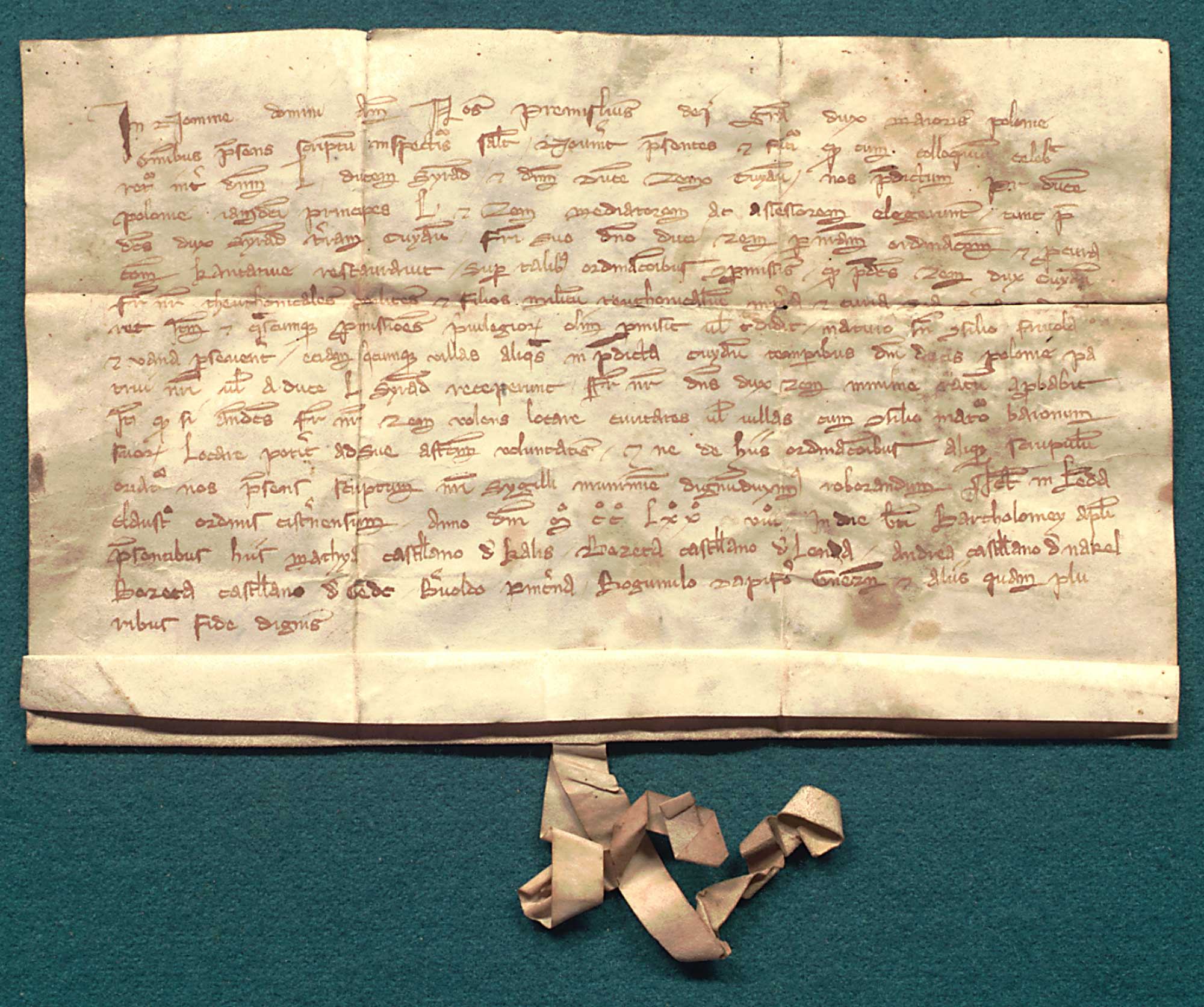
Přemysl Otakar II. přiznává Siemomyslovi navrácení Kujav, 1278